# Пейдж
Пейдж (на английски: Page) е град в окръг Коконино, щата Аризона, САЩ. Пейдж е с население от 6904 жители (2007) и обща площ от 43 km². Намира се на 1255 m надморска височина. ЗИП кодът му е 86036, 86040, а телефонният му код е 928.